# Lespedeza forrestii
Lespedeza forrestii är en ärtväxtart som beskrevs av Anton Karl Schindler. Lespedeza forrestii ingår i släktet Lespedeza och familjen ärtväxter. Inga underarter finns listade i Catalogue of Life.